# Maurice Hardouin
Pour les articles homonymes, voir Hardouin.
Maurice Hardouin est un footballeur français né le 26 mars 1948 à Tiercé (Maine-et-Loire) et mort le 29 mars 2019 à Sedan. 
Cet attaquant a joué à Sedan et Strasbourg.

## Carrière de joueur
- avant 1967 : Nouzonville (Ardennes)
- 1967-1971 : CS Sedan Ardennes
- 1971-1972 : RC Strasbourg
- 1972-1973 : US Valenciennes-Anzin
- Juillet 1973-décembre 1973 : RC Strasbourg
- Janvier 1974-1979 : US Le Mans[4]

## Palmarès
- International espoir en 1969
- Demi-finaliste de la Coupe de France en 1969 avec le RC Paris-Sedan
- Vice-champion - Division 2 (C) en 1972 avec RC Strasbourg